# Delaware County, Oklahoma
Delaware County är ett administrativt område i delstaten Oklahoma, USA, med 41 487 invånare. Den administrativa huvudorten (county seat) är Jay.

## Geografi
Enligt United States Census Bureau så har countyt en total area på 2 052 km². 1 918 km² av den arean är land och 134 km² är vatten.

### Angränsande countyn
- Ottawa County - nord
- McDonald County, Missouri - nordöst
- Benton County, Arkansas - öst
- Adair County - syd
- Cherokee County - syd
- Mayes County - väst
- Craig County - nordväst

### Orter
- Copeland
- Jay (huvudort)
- Oaks (delvis i Cherokee County)